# Christian Bäckman
Christian Rune Bäckman (* 28. dubna 1980, Alingsås) je bývalý švédský lední hokejista, obránce. Se švédskou reprezentací vyhrál zlatou medaili na olympijských hrách v Turíně roku 2006. Má též stříbro z mistrovství světa 2004 a bronz z mistrovství světa 2010. Hrál rovněž na MS 2005. Je též juniorským mistrem Evropy z roku 1998 a držitelem stříbra z juniorského evropského šampionátu konaného roku 1997. S klubem Frölunda HC se stal mistrem Švédska v roce 2005. Frölunda je jediným klubem, za nějž hrál švédskou nejvyšší soutěž. Odehrál v této lize 480 utkání a zaznamenal 154 kanadských bodů (51 branek). Zkusil i kariéru v zámořské NHL, v St. Louis Blues, New York Rangers a Columbus Blue Jackets. V základní čísti NHL odehrál 302 zápasů, v nichž si připsal 79 bodů (23 gólů), dalších 13 zápasů a 2 body přidal ve vyřazovací části (Stanleyově poháru).